# 萬德祥
萬德祥（1982年11月30日—），是台灣的棒球選手之一，守備位置外野手，曾效力於中華職棒統一獅隊，於2005年中華職棒季後代訓選秀會被統一獅隊於第三指名選中。
2008年球季前以無法適應職棒環境以及傷勢困擾為由離開球隊，並轉任仲介業。

## 經歷
- 臺北縣北峰國小少棒隊
- 臺北縣秀峰國中青少棒隊
- 臺北縣秀峰高中青棒隊
- 臺北體院棒球隊
- 統一獅隊代訓球員
- 中華職棒統一獅隊（2007年）
- 信義房屋汐止明峰店店長

## 職棒生涯成績
| 年度   | 球隊   | 出賽 | 打數 | 安打 | 全壘打 | 打點 | 盜壘 | 四死 | 三振 | 壘打數 | 雙殺打 | 打擊率 |
| ------ | ------ | ---- | ---- | ---- | ------ | ---- | ---- | ---- | ---- | ------ | ------ | ------ |
| 2007年 | 統一獅 | 14   | 31   | 6    | 0      | 1    | 0    | 1    | 4    | 7      | 1      | 0.194  |
| 合計   | 1年    | 14   | 31   | 6    | 0      | 1    | 0    | 1    | 4    | 7      | 1      | 0.194  |

## 外部連結
- 萬德祥在台灣棒球維基館上的頁面（繁體中文）

- 球員資訊和成績在中華職棒官網（中文）